# Stanisław Powalisz

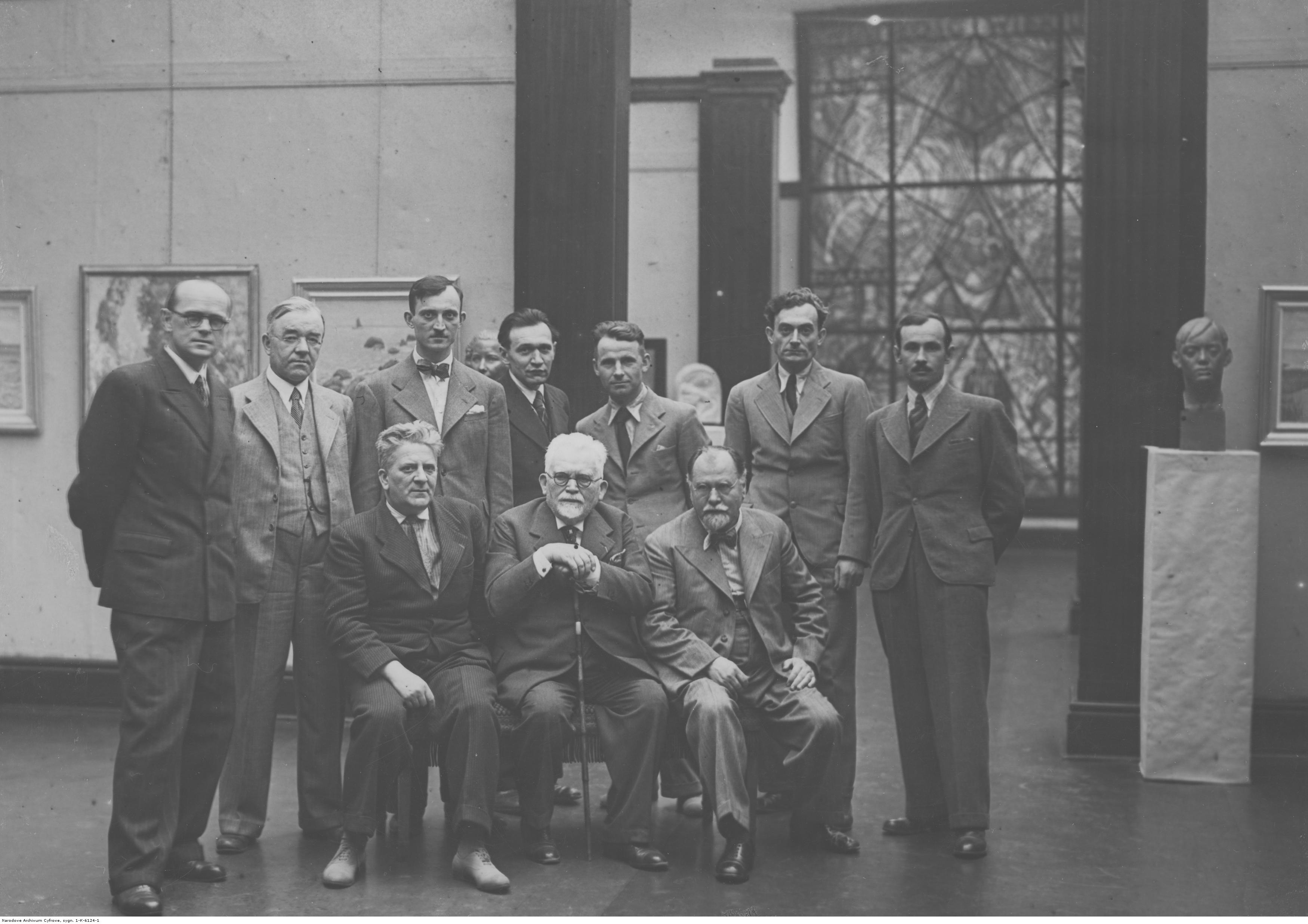
Uczestnicy otwarcia wystawy Grupy Artystów Wielkopolskich „Plastyka” w Towarzystwie Przyjaciół Sztuk Pięknych w Poznaniu (1938). Stanisław Powalisz stoi czwarty od lewej.

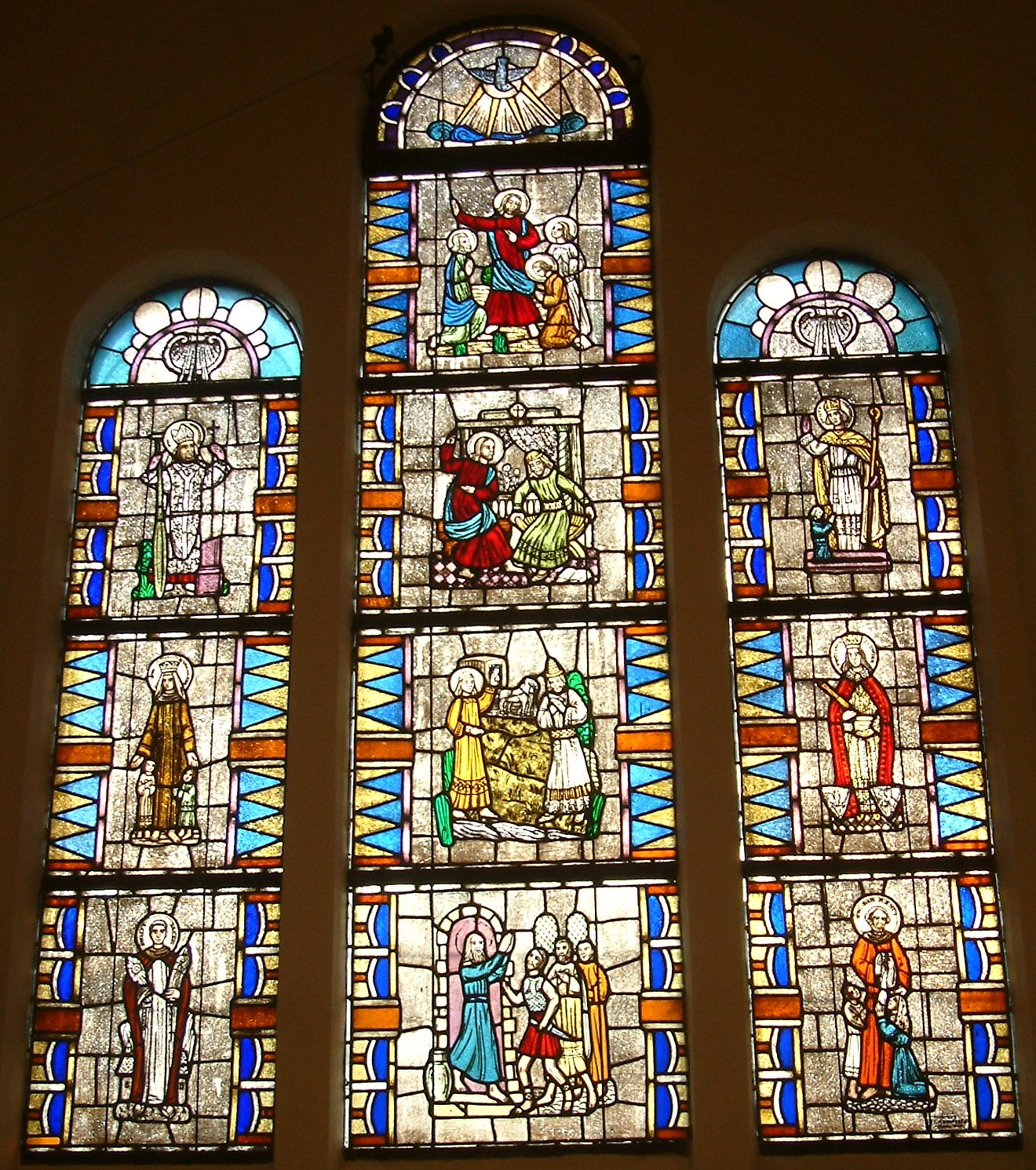
Kościół Matki Boskiej Bolesnej w Poznaniu, witraże w kaplicy południowej

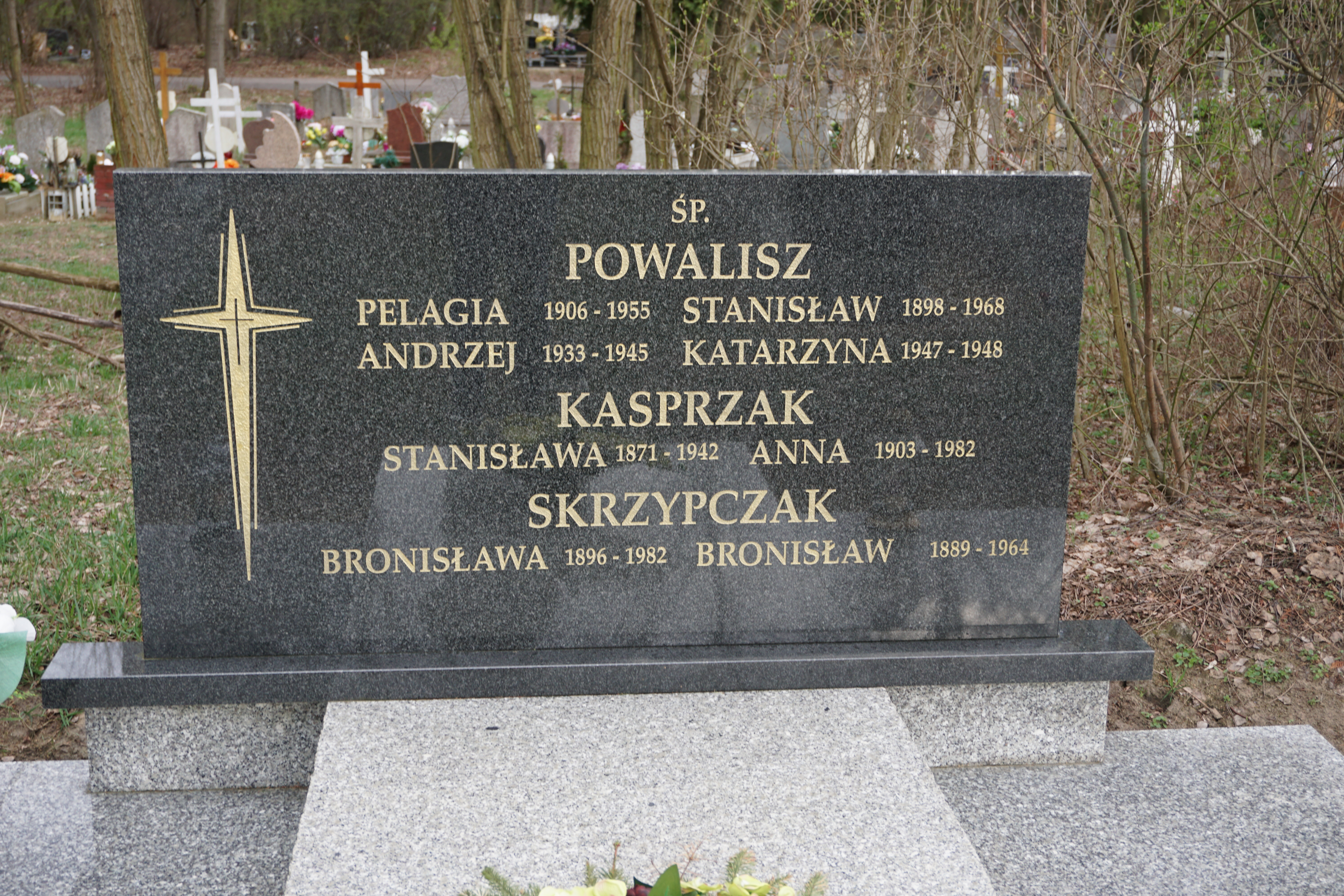
Grób Stanisława Powalisza na cmentarzu Miłostowo w Poznaniu

Stanisław Powalisz (ur. 7 kwietnia 1898 w Kostrzynie, zm. 19 sierpnia 1968 w Poznaniu) – malarz, witrażysta, powstaniec  wielkopolski, działacz harcerski.

## Życiorys
Urodził się jako syn krawca Augustyna i Marii z Michałowskich. W 1906 roku rodzina przeprowadziła się do Poznania, gdzie Powalisz ukończył szkołę powszechną i Państwową Szkołę Sztuk Zdobniczych i Przemysłu Artystycznego. W 1912 roku rozpoczął aktywną działalność w skautingu. Był między innymi komendantem 2. Drużyny im. ks. Józefa Poniatowskiego, a później 5. Poznańskiego Hufca Harcerzy. W 1918 roku został zaprzysiężony na członka POW zaboru pruskiego. Pełnił funkcję dowódcy zakonspirowanej grupy dziesiątek. Organizator Biura Werbunkowego na ul. Głównej, oraz Kwatery Skautowej na ul. Garbary 28. Po wybuchu Powstania Wielkopolskiego kierował grupą skautów gońców przy Dowództwie Głównym Powstania. Przeprowadzał szkolenia z młodzieżą w oddziałach wielkopolskich. Po zakończeniu walk w 1919 roku założył Drużynę im. Jana Kilińskiego, która przekształciła się w Drużynę Wilków Morskich. Inicjator budowy przystani harcerskiej w Kiekrzu. Posiadał zdolności plastyczne oraz organizatorskie. W latach 1923–1927 studiował na Wydziale Grafiki i Witrażownictwa Poznańskiej Szkoły Sztuk Zdobniczych w Poznaniu. Kontynuował naukę w latach 1930–1931 w Academii Colorossi w Paryżu.
Za udział w Powstaniu Wielkopolskim został odznaczony Medalem Niepodległości. Brał udział w licznych wystawach grafiki, malarstwa i witrażownictwa. W 1929 roku miał pierwszą samodzielną wystawę w salonie Związku Wielkopolskich Artystów Plastyków. Dalszą działalność artystyczną poświęcił witrażownictwu. W latach 1932–1936 zdobywał doświadczenie w warsztacie mistrza witraży Dezyderego Mocznaya w Zbąszyniu. W tym okresie współpracował również z pracownią architektoniczną Adama Ballenstaedta, wykonując witraże dla kościoła św. Antoniego w Chorzowie. Artysta wielokrotnie brał udział w Międzynarodowych Targach Poznańskich oraz innych imprezach wystawienniczych. Prace Stanisława Powalisza były wielokrotnie nagradzane. W 1933 otrzymał złoty medal za witraż „Chrystus na krzyżu”, a w 1937 roku nagrodę ministerialną.
W 1936 roku otworzył w Poznaniu własną pracownię przy ulicy Bydgoskiej 5. Razem z inżynierem Z. Wirbeserem, zaprojektował gazowy piec witrażowniczy do wypalania szkła witrażowego, który został wykonany przez pracowników miejskiej gazowni. Była to całkowicie nowatorska konstrukcja na terenie Polski.
Po wybuchu wojny zaangażował się w harcerską działalność konspiracyjną, współtworzył Szare Szeregi. Stanisław Powalisz wraz z rodziną w 1940 roku został przymusowo wysiedlony do Międzyrzeca Podlaskiego na teren Generalnego Gubernatorstwa. Po powrocie do Poznania w 1945 roku uruchomił zniszczony warsztat. Pierwsze powojenne dzieła figuralne artysta wykonał w 1946 roku do kościoła OO. Franciszkanów we Wronkach. Jako członek Związku Polskich Artystów Plastyków Stanisław Powalisz brał udział wielu wystawach okręgowych i ogólnopolskich. W krótkim czasie uznany został za wybitnego artystę witrażownictwa. W 1968 roku otrzymał nagrodę ministra kultury i sztuki. Od 23 czerwca 1932 roku żonaty z Pelagią Kasprzak (1906–1955), z którą miał sześcioro dzieci: Danutę, Andrzeja, Marię, Zdzisławę, Wiesławę i Katarzynę. Pracownię witrażowniczą prowadzi syn Marii, Jakub. 
Pochowany 22 sierpnia 1968 roku na cmentarzu komunalnym Miłostowo w Poznaniu (pole 7, kwatera 20-16).

## Zrealizowane, własne projekty
- ok. 1936, Poznań – kościół św. Stanisława Kostki[7]
- 1936, Toruń – kościół NMP
- 1938, Wielichowo – kościół św. Marii Magdaleny
- 1938, Śrem – kaplica szpitalna
- 1946, Wronki – klasztor OO. Franciszkanów
- 1947, Wielbark Warmiński – kościół św. Jana Nepomucena
- 1948–1952, Książ Wielkopolski – kościół Najświętszej Maryi Panny Wniebowziętej
- 1948, Poznań – kościół św. Jana Jerozolimskiego
- 1950–1952, Poznań – kościół Bożego Ciała
- 1950–1952, Przasnysz – kościół OO. Pasjonistów
- 1950, Lublin – kościół OO. Kapucynów
- 1951, Kościan – kościół Wniebowzięcia Najświętszej Marii Panny
- 1954, Turek – kościół Najświętszego Serca Pana Jezusa
- 1955–1956, Sanktuarium Maryjne w Charłupii Małej
- 1956–1958, Poznań – kościół św. Wojciecha
- 1956, Ciechanów – kościół Narodzenia Najświętszej Marii Panny
- 1956, Poznań – kościół Matki Boskiej Bolesnej
- 1957, Buk – kościół św. Stanisława Biskupa
- 1962–1963, Bydgoszcz–Fordon – kościół św. Mikołaja
- 1964, Jastrzębie – kościół Nawiedzenia NMP i bł. S.W.Frelichowskiego

## Odznaczenia
- Medal Niepodległości (16 marca 1933)[8]

## Upamiętnienie
W styczniu 2020 roku Rada Miasta Poznania podjęła uchwałę o nazwaniu skweru w pobliżu pętli tramwajowej Zawady, imieniem Stanisława Powalisza.